# Терновка (Николаевская область)
Терновка (укр. Тернівка) — село в Березнеговатском районе Николаевской области Украины.

## История
Основано в 1892 году.
В 1946 году указом ПВС УССР село Орианда переименовано в Терновку.
В 1957 году здесь был открыт музей болгарской культуры.
Население по переписи 2001 года составляло 107 человек.

## Местный совет
56243, Николаевская обл., Березнеговатский р-н, с. Мураховка, ул. Ленина, 30